# Skåda framåt, se det dagas
Skåda framåt, se det dagas är en psalm med text skriven 1903 av Josef Grytzell och musik av Tullius Clinton O'Kane.

## Publicerad i
- Psalmer och Sånger 1987 som nr 477 under rubriken "Kyrkan och nådemedlen - Vittnesbörd - tjänst - mission".[2]
- Segertoner 1988 som nr 435 under rubriken "Den kristna gemenskapen - Vittnesbörd - tjänst - mission".[1]